# Лонго (Бельгия)
Лонго́ (фр. Longeau, люкс. Laser, нем. Langwasser) — деревня в Бельгии, входит в состав коммуны Месанси провинции Люксембург во франкоязычном регионе Валлония.

## География
Деревня находится на южной конечности коммуны Месанси, на границе с коммуной Обанж.
Через деревню протекает ручей Месанси (приток Шьер).

## Экономика
Ориентирована на сельское хозяйство.